# Väkkäräsaari (ö i Norra Savolax)
Väkkäräsaari är en ö i Finland.   Den ligger i kommunen Tuusniemi i den ekonomiska regionen  Nordöstra Savolax ekonomiska region  och landskapet Norra Savolax, i den centrala delen av landet, 400 km nordost om huvudstaden Helsingfors.